# Phénothrine
La phénothrine est un pyréthrinoïde synthétique qui tue les puces et les tiques adultes. Il a également été utilisé pour tuer les poux de tête chez les humains. La d-phénothrine est utilisée comme composant d’insecticides en aérosol à usage domestique. Il est souvent utilisé avec du méthoprène, un régulateur de croissance des insectes qui interrompt le cycle de vie biologique de l'insecte en détruisant les œufs.

## Effets
La phénothrine est principalement utilisée pour tuer les puces et les tiques. Elle est également utilisée pour tuer les poux de tête chez les humains, mais des études menées à Paris et au Royaume-Uni ont montré une résistance généralisée à la phénothrine.
Elle est extrêmement toxique pour les abeilles, une étude de l'Agence américaine de protection de l'environnement (EPA) a révélé que 0,07 µg suffisait à tuer les abeilles, mais également pour la vie aquatique, une étude montrant que des concentrations de 0,03 ppb tuent les crevettes mysidacées. Elle présente un risque accru de cancer du foie chez les rats et les souris exposés à long terme, avec des doses de l'ordre de 100 mg par kilogramme de poids corporel par jour, ou plus. Elle est capable de tuer les moustiques. Elle reste toxique pour les chats et les chiens, des convulsions et des morts étant signalées à la suite d'empoisonnements. Il manque des données spécifiques sur les concentrations ou l’exposition.
Il a été découvert que la phénothrine possédait des propriétés anti-androgènes et qu'elle était responsable d'une petite épidémie de gynécomastie à la suite d'une exposition environnementale isolée,.
L’EPA n’a pas évalué son effet cancérigène chez l’Homme. Cependant, une étude réalisée par la Mount Sinai School of Medicine a établi un lien entre la phénothrine et le cancer du sein ; le lien a été établi par son effet sur l'augmentation de l'expression d'un gène responsable de la prolifération du tissu mammaire.

## Mesures prises par l'EPA
En 2005, l'EPA américaine a annulé l'autorisation d'utiliser la phénothrine dans plusieurs produits contre les puces et les tiques, à la demande du fabricant, Hartz Mountain Industries. Les produits ont été associés à une série de réactions indésirables, notamment l'hypersalivation, les tremblements et de nombreuses morts de chats et de chatons. À court terme, l’accord prévoit de nouveaux avertissements sur les produits.
Depuis le 31 mars 2006, la vente et la distribution des produits anti-puces et anti-tiques pour chats contenant de la phénothrine par la société Hartz ont été interrompues. Cependant, l'ordre d'annulation du produit de l'EPA ne s'applique pas aux produits anti-puces et anti-tiques Hartz pour chiens que cette société continue de produire.